# Liste der diplomatischen Vertretungen in Montenegro

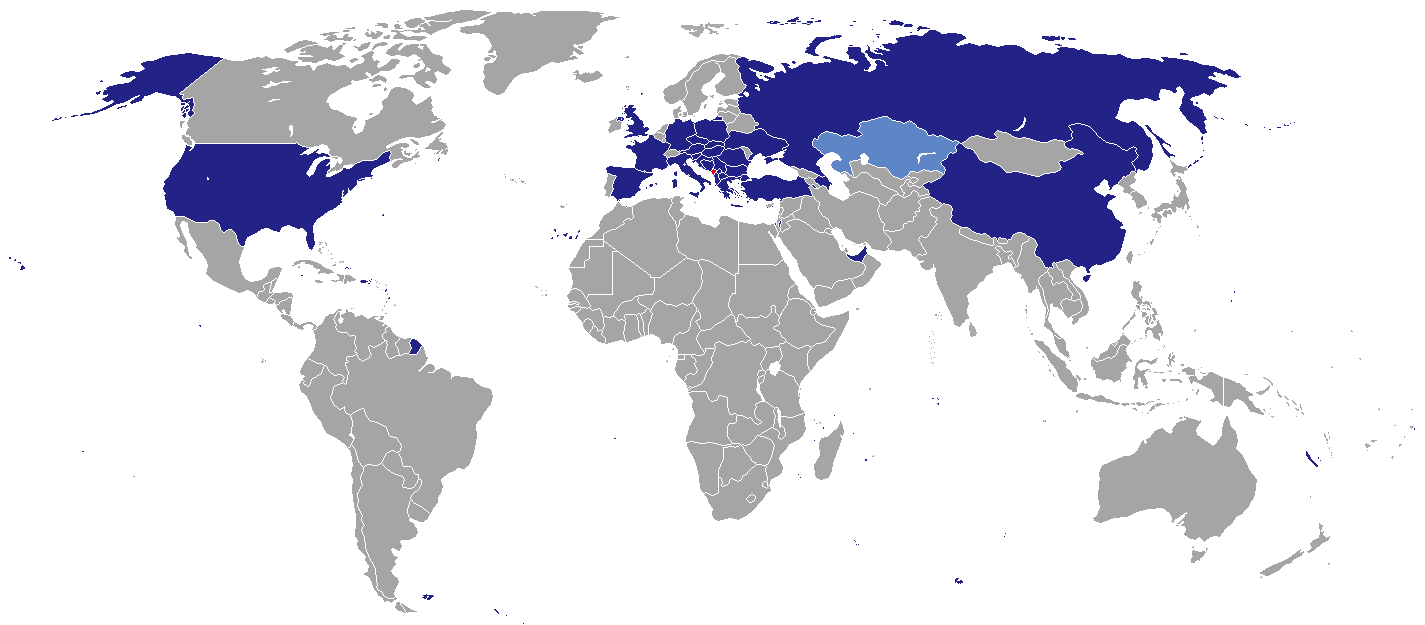
Staaten mit einer Botschaft in Montenegro

Die Liste der diplomatischen Vertretungen in Montenegro führt Botschaften auf, die im 
europäischen Staat Montenegro eingerichtet sind.

## Botschaften in Podgorica
In Montenegros Hauptstadt Podgorica sind 29 Botschaften eingerichtet (Stand 2019).

### Staaten
| - Albanien: Botschaft - Aserbaidschan: Botschaft - Bosnien und Herzegowina: Botschaft - Brasilien: Botschaft - Bulgarien: Botschaft - Deutschland: Botschaft - Frankreich: Botschaft - Griechenland: Botschaft - Italien: Botschaft - Kosovo: Botschaft - Nordmazedonien: Botschaft - Österreich: Botschaft - Polen: Botschaft | - Rumänien: Botschaft - Russland: Botschaft - Serbien: Botschaft - Slowakei: Botschaft - Slowenien: Botschaft - Tschechien: Botschaft - Türkei: Botschaft - Ungarn: Botschaft - Ukraine: Botschaft - Vereinigte Arabische Emirate: Botschaft - Vereinigtes Königreich: Botschaft - Vereinigte Staaten: Botschaft - Volksrepublik China: Botschaft |

### Vertretungen Internationaler Organisationen
- Malteserorden: Botschaft